# オヒキコウモリ
オヒキコウモリ(尾曳蝙蝠、学名：Tadarida insignis)は、哺乳綱翼手目オヒキコウモリ科オヒキコウモリ属に分類されるコウモリ。

## 分布
大韓民国、中華人民共和国、台湾、朝鮮民主主義人民共和国、日本
日本では2014年までに愛媛県・神奈川県・京都府・熊本県・高知県・埼玉県・兵庫県・広島県・福岡県（沖ノ島周辺）・北海道（焼尻島）・三重県・宮崎県・山梨県の13都道府県で確認例があり、生息が確認された隠れ家（ねぐら）は消滅した広島市を含め5か所（広島市を除く4か所は無人島）とされている。これらの確認例の多くが単独個体で、以前は大陸から飛来し日本では繁殖していないと考えられていた。発見場所は建物や薪・ゴミ箱・船内の魚箱の中・路上などで、多くは飛行中あるいは迷行中に落下した個体が偶然に発見されたと考えられている。1996 - 1997年に宮崎県の批榔島で、周年生息・最大89頭の生息・幼獣を含む最大2 - 14頭からなる群れ・出産および保育個体・越冬が確認された。

## 形態
頭胴長（体長）8.4 - 9.4センチメートル。尾長4.8 - 5.6センチメートル。前腕長5.7 - 6.5センチメートル。

## 分類
ヨーロッパオヒキコウモリTadarida teniotisの亜種とする説もある。1965年に、形態から本種を独立種とする説が提唱されている。

## 生態
昼間は岩の隙間や、後述するように人工建造物の隙間を隠れ家として利用し休む。1999年に、広島市の修道中学校・高等学校で初めて人工建造物の隙間を隠れ家として利用することが確認された（この隠れ家での群れは最大500頭以上に達するとされていた）。熊本県で2015 - 2019年に行われた調査では、九州新幹線の高架橋の隙間をねぐらとして利用し初めて集団越冬も確認された。批榔島では4 - 11月では日没後から平均26分で飛翔を開始（日没後40 - 50分で出巣のピークを迎える）したが、3月には平均55分で飛翔を始めたという報告例がある。熊本県では2016 - 2019年に、日没後から平均36分で飛翔を開始したという報告例がある。批榔島では夏季には日の出より2時間前ほどで帰巣を開始し、平均で日の出の39分前には帰巣を終えるという報告例がある。
2015 - 2016年にかけて行われた熊本県での糞の内容物の調査では、鱗翅目（以下年間を通した平均の割合、34 %）、クサギカメムシ・ホソヘリカメムシ・ミナミアオカメムシ・カスミカメムシ科Miridae・ウンカ科Delphacidae・ヒシウンカ科Cixiidaeなどといった半翅目(22 %)、ガカンボ科Tipulidaeなどの双翅目(13 %)、アシマダラヒメカゲロウMicromus calidus・クサカゲロウ科などの脈翅目(12 %)、ハイイロゲンゴロウEretes   sticticus・オサムシ科Carabidae・ゾウムシ科Curculionidaeなどといった甲虫目(9 %)、ウスバキトンボなどの蜻蛉目(8 %)、空中浮遊性のクモ(1.1 %)、ケラやツチイナゴなどの直翅目などが発見された報告例がある。
批榔島では、8月に保育中のメスや幼獣の確認例がある。
外部寄生虫の記録は少ないが、マダニの1種（キチマダニ）による寄生が報告されている。

## 人間との関係
本種の食性において農業害虫であるウンカ類・カメムシ類の割合が大きかったことから、益獣となりうる可能性が示唆されている。
確認されている隠れ家は主に小型の無人島で、何らかの環境変化が起こった場合に隠れ家が消滅するおそれがある。広島市の高等学校で最大500頭以上に達すると推定された大規模な群れが確認されていたが、改装工事に伴いこの隠れ家は消滅してしまった。改装後に以前利用していた隠れ家と同様の環境を用意するなどして、少数の個体が戻ったという報告例はある。一方で2014年現在この隠れ家に、多数の本種が戻ったという報告はない。
絶滅危惧II類 (VU)（環境省レッドリスト）
日本では広島市安佐動物公園で、飼育例がある。